# Guayania
Grosvenoria, rod glavočika iz podtribusa Praxelinae, dio tribusa Eupatorieae.

## Opis
Guayania uključuje 6 zeljastih ili grmolikih višegodišnjih vrsta iz regije Gvajanske visoravni u sjevernoj Južnoj Americi. Rod se razlikuje po preklapajučim braktejama, jako asimetričnom karpopodiju.

## Vrste
1. Guayania bulbosa (Aristeg.) R.M.King & H.Rob.
2. Guayania cerasifolia (Sch.Bip. ex Baker) R.M.King & H.Rob.
3. Guayania penninervata (Wurdack) R.M.King & H.Rob.
4. Guayania roupalifolia (B.L.Rob.) R.M.King & H.Rob.
5. Guayania yaviana (Lasser & Maguire) R.M.King & H.Rob.